# Amy Williams
Amy Joy Williams, MBE, (Cambridge, Engleska, UK, 29. rujna 1982.) je bivša engleska skeletonka i olimpijska pobjednica. Iako se nije uspjela kvalificirati na ZOI 2006. u Torinu, Amy je četiri godine kasnije kao članica britanske olimpijske reprezentacije osvojila zlato na ZOI 2010. u Vancouveru. Time je nakon 30 godina postala prvi britanski sportaš uopće (u muškoj i ženskoj konkurenciji) koji je na zimskoj olimpijadi uspio postati olimpijski pobjednik u individualnom sportu.

## Karijera
Amy je prvotno počela trenirati atletiku, odnosno trčanje na 400 m. Nakon što se nije uspjela kvalificirati u nacionalnu reprezentaciju, 2002. je počela trenirati skeleton. Svoje prvo iskustvo na skeletonskoj stazi je opisala kao uzbudljivo i zastrašujuće, ali je ipak uživala i počela trenirati.
Na ZOI 2006. se nije uspjela kvalificirati jer je Velikoj Britaniji dopušteno da zemlju u skeletonu zastupa samo jedan sportaš, tako da se na toj olimpijadi natjecala samo Shelley Rudman koja je tada osvojila srebro.
Prvo veliko natjecanje na kojem je Williams nastupila bilo je Svjetsko prvenstvo 2009. u Lake Placidu. Tamo je osvojila srebrnu medalju.
Na ZOI 2010. Britanija je mogla poslati dva skeletonca tako da je Amy nastupila na toj olimpijadi. Tijekom samog natjecanja Williams je dva puta srušila rekord staze te osvojila zlato. Time je postala prvi britanski sportaš koji je nakon 30 godina osvojio olimpijsko zlato u individualnoj konkurenciji. Posljednji puta to je uspjelo Robinu Cousinsu u umjetničkom klizannju na ZOI 1980. Također, ako se gleda samo ženski sport, posljednja britanska zlatna olimpijka (u individualnom sportu) sa zimske olimpijade bila je Jeannette Altwegg (ZOI 1952.).
Zbog tog uspjeha Amy Williams je dodijeljen orden Reda Britanskog Carstva (MBE).
Tijekom sportske karijere trenirali su je austrijski i švicarski treneri Michael Grünberger i Markus Kottmann.
1. svibnja 2012. Amy je najavila prekid sportske karijere te je navela da su ozljede razlog napuštanja skeletona.

## Privatni život
Amy je rođena u Cambridgeu a odrasla je u Bathu dok se školovala NA Hayesfield School Technology College, Beechen Cliff School i University of Bath.
U lipnju 2011. Amy Williams se pojavila u jednoj epizodi britanske automobilističke serije Top Gear gdje se natjecala protiv rally Mini Coopera u norveškom Lillehammeru. Tada je na skeletonskoj stazi od dvije milje bila nekoliko sekundi sporija od Minija koji je istu udaljenost prešao na kružnoj cesti.
Njezin otac, Ian Williams je sveučilišni profesor kemije na University of Bath a majka Janet je bivša primalja. U obitelji ima još sestru blizanku i starijeg brata.

## Olimpijske igre

### OI 2010. Vancouver
| Vancouver 2010. Finale - skeleton | Vancouver 2010. Finale - skeleton | Vancouver 2010. Finale - skeleton | Vancouver 2010. Finale - skeleton | Vancouver 2010. Finale - skeleton | Vancouver 2010. Finale - skeleton | Vancouver 2010. Finale - skeleton | Vancouver 2010. Finale - skeleton |
| RANG                              | Natjecatelj                       | 1. vožnja                         | 2. vožnja                         | 3. vožnja                         | 4. vožnja                         | Uk. vrijeme                       | Zaostatak                         |
| --------------------------------- | --------------------------------- | --------------------------------- | --------------------------------- | --------------------------------- | --------------------------------- | --------------------------------- | --------------------------------- |
|                                   | Amy Williams                      | 4.95 53.83-TR                     | 4.96 54.13                        | 5.00 53.68-TR                     | 4.94 54.00                        | 3:35.64                           | +0.00                             |
|                                   | Kerstin Szymkowiak                | 5.04 54.15                        | 5.00 54.11                        | 5.01 53.91                        | 4.96 54.03                        | 3:36.20                           | +0.56                             |
|                                   | Anja Huber                        | 4.90-SR 54.17                     | 4.97 54.21                        | 5.07 54.10                        | 5.03 53.88                        | 3:36.36                           | +0.72                             |

## Vanjske poveznice
- Profil skeletonke